# Енні Сміт Пек
Енні Сміт Пек (англ. Annie Smith Peck; 19 жовтня 1850 — 18 липня 1935) — американська альпіністка, викладачка, письменниця й суфражистка. Авторка чотирьох книг про подорожі і досліджень. Перша жінка, що навчалася в Американській школі антикознавства в Афінах. 

## Біографія

### Ранні роки та освіта
Народилася 19 жовтня 1850 у місті Провіденс.
Навчалася в гімназії, потім у школі доктора Стокбриджа для юних леді (англ. Dr. Stockbridge's School for Young Ladies), у середній школі міста Провіденс (англ. Providence High School), і в «Нормальній школі Род-Айленда» (англ. Rhode Island Normal School) (нині Коледж Род-Айленд), де готували викладачів.
Після цього Пек викладала латинську мову в середній школі міста Провіденс, але затрималася там ненадовго, переїхала в штат Мічиган, щоб почати самостійне життя; там вона працювала вчителькою математики і мов у середній школі міста Сагіно аж до 1874 року. Пек хотіла вступити до Браунівського університету — того, в якому навчалися її батько і брати, — але жінок туди в той час не брали.
Але Пек все одно вирішила продовжити освіту й отримати повний ступінь. Коли вона написала про це додому, її рідні сприйняли як «абсолютну дурницю» вступ до коледжу в 27 років. Але Пек наполягала, і батько погодився допомогти їй отримати таку ж освіту, як її брати. Енні Пек вступила до Мічиганського університету, який відкрив свої двері для жінок у 1871 році. У 1878 році вона закінчила університет з відзнакою за спеціальністю «грецька та античні мови» (англ. Greek and Classical Languages). У 1881 році вона отримала ступінь магістра грецької мови в університеті штату Мічиган. Потім Пек вирушила в Європу, де продовжила освіту в Ганновері та Афінах. Пек стала першою жінкою, що навчалася в Американській школі антикознавства в Афінах. Там вона вивчала археологію, а також французьку, іспанську та португальську мови.

### Альпінізм, викладання, письменництво

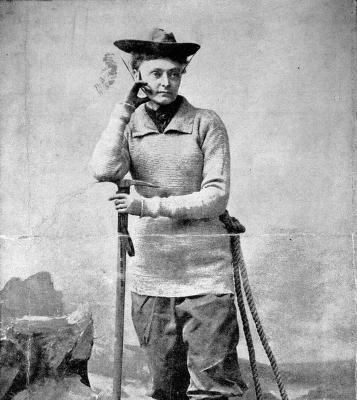
Енні Сміт Пек в одязі для скелелазання. 1878 рік.

У 1885 році вона захопилася альпінізмом і для початку піднялася на вершину Мису Мисено висотою 300 футів в Італії і невеликі гірські перевали у Швейцарії, включаючи Теодул (10000 футів). Перебуваючи в Греції, вона піднялася на гори Імітос і Пентекус (3000-4000 футів). З 1881 по 1892 рік вона була піонерною професором (англ. pioneering professor) у галузі археології та латинської мови в Університеті Пердью і Коледжі Сміт. Паралельно вона почала займатися самостійним проведенням лекцій, завдяки чому успішно заробляла гроші, і в 1892 році відмовилася від викладання в навчальних закладах, стала писати книги й проводити заняття з археології, альпінізму та читати лекції про свої подорожі.
Продовжуючи займатися альпінізмом, Пек сходила на кілька середньо-високих гір у Європі та США, включаючи гору Шаста. У 1895 році вона за прикладом Люсі Вокер здійснила успішне сходження на Маттергорн. Похідний одяг Енні Сміт — довга туніка, альпіністські черевики й особливо штани — була для жінок того часу дуже незвичайними й вважалия зухвалими: носити штани в громадських місцях жінкам було заборонено під загрозою арешту. Це викликало не тільки серйозний ажіотаж у пресі, але й публічні дебати (наприклад, в «New York Times») з приводу того, чим жінки мусять займатися й ким вони можуть бути.
Енні Сміт Пек претендувала на світовий рекорд висоти сходження серед жінок-альпіністок, піднявшись на північну вершину (пік Уаскаран-Норте) гори Уаскаран в Перу. Але її рекорд був оскаржений іншою американською альпіністкою та суфражисткою — Фанні Буллок Воркман, яка брала рекордні висоти в Гімалайських горах. Воркман найняла геодезистів і довела, що Пек помилилася приблизно на 600 метрів у вимірюванні висоти через несправність її альтиметра, який неправильно показав 7300 метрів над рівнем моря тоді, як дійсна висота вершини Уаскаран-Норте становить 6648 метрів. Так за Пек залишився рекорд серед альпіністок, які піднімалися на гори в Америці, а світовий рекорд — за Воркмен. Про це сходження Пек написала книгу «У пошуках вершини Америки: високогірний альпінізм у Перу й Болівії, у тому числі підкорення Уаскарана, а також деякі спостереження за країною, що лежить нижче, та її мешканцями» (англ. The Search for the Apex of America: High Mountain Climbing in Peru and Bolivia, including the Conquest of Huascaran, with Some Observations on the Country and People Below). Саме з цієї книги взята її відома цитата: «Мій дім там, де мій фургон» (англ. My home is where my trunk is).
Влада Перу відзначила досягнення Енні Сміт Пек: підскорена нею неголовна вершина гори Уаскаран в 1928 році була названа її ім'ям (Cumbre Aña Peck), а за внесок у розвиток американської торгівлі й промисловості Перу нагородило Пек золотою медаллю.
Після повернення вона написала дві книги: «Промислова й комерційна Південна Америка» (англ. Industrial and Commercial South America) і «Південно-американське турне: путівник з описами» (англ. The South American Tour: A Descriptive Guide). Обидві книги користувалися великою популярністю серед дипломатів, бізнесменів, корпорацій, політиків та туристів. Крім участі в суфражістському русі, Пек стала членом «Королівського географічного товариства» в 1917 році, а в 1925 році — членом «Товариства жінок-географів». Вона була однією із засновників Американського альпійського клубу.
Затята суфражистка Енні Пек ніколи не була одружена й до старості продовжувала займатися альпінізмом. Вона здійснила першосходження на одну із п'яти вершин гори Коропуна в Перу в 1911 році, коли їй було 65 років, і розгорнула там плакат з гаслом «women's Vote» на підтримку «Ліги жіночого виборчого права імені Жанни д'арк» (англ. Joan of Arc Suffrage League), президентом якої вона хотіла стати в 1914 році.
У 1929—1930 роках Пек здійснювала обліт навколо Південної Америки для того, щоб продемонструвати доступність і безпеку авіаперельотів для туристів. Цей переліт став найдовшим у Північній Америці того часу. Пізніше вона опублікувала свою четверту й останню книгу: «Пролітаючи над Південною Америкою: двадцять тисяч миль повітрям» (англ. Flying Over South America: Twenty Thousand Miles by Air). За цей захід Енні Сміт Пек була нагороджена Урядом Чилі: у 1930 році чилійський консул Луїс Е. Феліу (ісп. Luis E. Feliú) вручив їй нагороду за заслуги «Decoration al Merito».
Останньою вершиною, на яку зійшла Енні Пек у 82 роки, стала вершина гори Медісон в штаті Нью-Гемпшир.

### Смерть
Пек почала світове турне в 1935 році у віці 84 років, але захворіла під час сходження на Афінський акрополь. Вона повернулася до готелю Монтерей у Нью-Йорку, де померла від бронхіальної пневмонії 18 липня 1935 року. Її тіло було кремовано, а прах похований у Род-Айленді на Північному кладовищі Провіденса.
Особисті папери Енні Сміт Пек (з 1873 по 1935 роки), зокрема щоденники, листи і фотографії, зберігаються в Бібліотеці архівів та спеціальних колекцій" (англ. Library Archives and Special Collections) Бруклінського коледжу.